# Sladojevački Lug
Sladojevֳački Lug falu Horvátországban Verőce-Drávamente megyében. Közigazgatásilag Szalatnokhoz tartozik.

## Fekvése
Verőcétől légvonalban 22, közúton 24 km-re délkeletre, községközpontjától 6 km-re északnyugatra, Nyugat-Szlavóniában, a Drávamenti-síkságon, a Papuk-hegység északi előterében fekszik. A faluba Donji Meljani keleti szélétől északra egy bekötő út vezet. Házai mind a főutca mellett sorakoznak.

## Története
A település csírája az 1920-as év végén keletkezett Sladojevci „Lug” nevű, nyugati határrészén, amikor az erdős területen két likai gazda Pero Matovina és Jure Sertić földterületet vásárolt. 1928-ban a birtokot felparcellázták és likai, valamint podgorjei telepesek között osztották fel. 1971-ig Sladojevci településrésze volt. 1991-ben lakosságának 94%-a horvát nemzetiségű volt. 2011-ben a településnek 90 lakosa volt. Közösségi házában kapott helyet az önkéntes tűzoltóegylet is.

## Lakossága
| Lakosság változása | Lakosság változása | Lakosság változása | Lakosság változása | Lakosság változása | Lakosság változása | Lakosság változása | Lakosság változása | Lakosság változása | Lakosság változása | Lakosság változása | Lakosság változása | Lakosság változása | Lakosság változása | Lakosság változása | Lakosság változása |
| ------------------ | ------------------ | ------------------ | ------------------ | ------------------ | ------------------ | ------------------ | ------------------ | ------------------ | ------------------ | ------------------ | ------------------ | ------------------ | ------------------ | ------------------ | ------------------ |
| 1857               | 1869               | 1880               | 1890               | 1900               | 1910               | 1921               | 1931               | 1948               | 1953               | 1961               | 1971               | 1981               | 1991               | 2001               | 2011               |
| 0                  | 0                  | 0                  | 0                  | 0                  | 0                  | 45                 | 100                | 117                | 121                | 125                | 93                 | 97                 | 104                | 106                | 90                 |

(1910-ig lakosságát Sladojevcihez számították. 1971-ig településrészként. 1981-től önálló településként.)

## Nevezetességei
A falu egyetlen védett épülete egy tradicionális fa lakóház. Egy százéves hársfa is áll itt.

## Oktatás
A kisszámú itteni alsó tagozatos gyermek a donji meljani területi iskolába jár.